# Les Plantiers
Les Plantiers é uma comuna francesa na região administrativa de Occitânia, no departamento de Gard. Estende-se por uma área de 30,83 km². Em 2010 a comuna tinha 265 habitantes (densidade: 8,6 hab./km²).